# Christoph Bernhard Crusen
Christoph Bernhard Crusen (* 15. Dezember 1676 in Brinkum; † 29. November 1744 in Bremen) war ein deutscher Pastor und Generalsuperintendent in Harburg sowie danach Superintendent am Bremer Dom.

## Leben
Crusen war der Sohn des evangelischen Pastors Christoph Crusen (1639–1676) in Brinkum. Sein Stiefvater, ebenfalls Pastor, unterrichtete ihn. Seit 1686 besuchte er die evangelisch-lutherische  Domschule in Bremen und seit 1690 das Athenaeum Bremen. Ab 1693 studierte er unter anderem Theologie an der Universität Rostock und seit 1695 an der Universität Helmstedt. 1697 war er in Holland und dann Hofmeister (Hauslehrer) in England. 1698 übernahm er die Stelle des Sekretärs des Gesandten vom Kurfürstentum Braunschweig-Lüneburg in London. Seit 1703 war er Pfarrer, zunächst im Damenstift Kloster Medingen, dann wurde er 1710 zum Superintendent in Dannenberg berufen. 1724 bestimmte ihn König Georg I. von Hannover zum Generalsuperintendenten in Harburg, um schließlich 1725 als Nachfolger von Gerhard Meier (1664–1723) Superintendent am Bremer St.-Petri-Dom zu werden. Er starb nach einem Schlaganfall, den er auf der Kirchenkanzel erlitt. Seine Grabstätte befand sich im nördlichen Querschiff im Bremer Dom zusammen mit seiner Ehefrau Sophie Gertrud Riecke (1687–1743), der Tochter eines Amtmanns.

## Werke
Crusen schrieb eine Anzahl theologischer und biografischer Schriften und korrespondierte mit Gottfried Wilhelm Leibniz.